# Insulasaurus
Insulasaurus – rodzaj jaszczurek z podrodziny Sphenomorphinae w rodzinie scynkowatych (Scincidae).

## Zasięg występowania
Rodzaj obejmuje gatunki występujące na Filipinach. 

## Systematyka

### Etymologia
Insulasaurus: łac. insula, insulae „wyspa”; gr. σαυρος sauros „jaszczurka”.

### Podział systematyczny
Do rodzaju należą następujące gatunki: 
- Insulasaurus arborens (Taylor, 1917)
- Insulasaurus traanorum (Linkem, Diesmos & Brown, 2010)
- Insulasaurus victoria (Brown & Alcala, 1980)
- Insulasaurus wrighti Taylor, 1925